# Ilemela (Distrikt)
Ilemela (auch Ilemela MC, Ilemela Municipal Council genannt) ist ein Distrikt in der tansanischen Region Mwanza, in dem ein Teil der Regionshauptstadt Mwanza liegt. Der Distrikt grenzt im Westen und im Norden an den Victoriasee, im Osten an den Distrikt Magu und im Süden an den Distrikt Nyamagana, in dem sich der zweite Teil der Regionshauptstadt befindet.

## Geographie
Der Distrikt hat eine Größe von 1081 Quadratkilometer und 509.687 Einwohner (Volkszählung 2022). Etwa drei Viertel der Fläche entfallen auf den Anteil am Victoriasee, nur ein Viertel ist Landfläche. An den Victoriasee, der rund 1100 Meter über dem Meer liegt, schließt ein Küstenstreifen mit einer Breite von ein bis zwei Kilometer an. Dies ist das Hauptsiedlungsgebiet. Die daran anschließenden Täler sind wichtige Gemüse- und Reis-Anbaugebiete. Der größte Teil des Distriktes liegt auf einer von Felshügeln durchbrochenen Hochebene. Das Klima in Ilemela ist tropisch und wird vom Victoriasee beeinflusst. In zwei Regenzeiten fallen jährlich 700 bis 1000 Millimeter Niederschlag. Die Durchschnittstemperatur liegt zwischen 20 und 30 Grad Celsius.

## Geschichte
Der Distrikt Ilemela wurde im Jahr 2002 eingerichtet.

## Verwaltungsgliederung
Der Distrikt ist in neunzehn Bezirke (Wards) gegliedert:

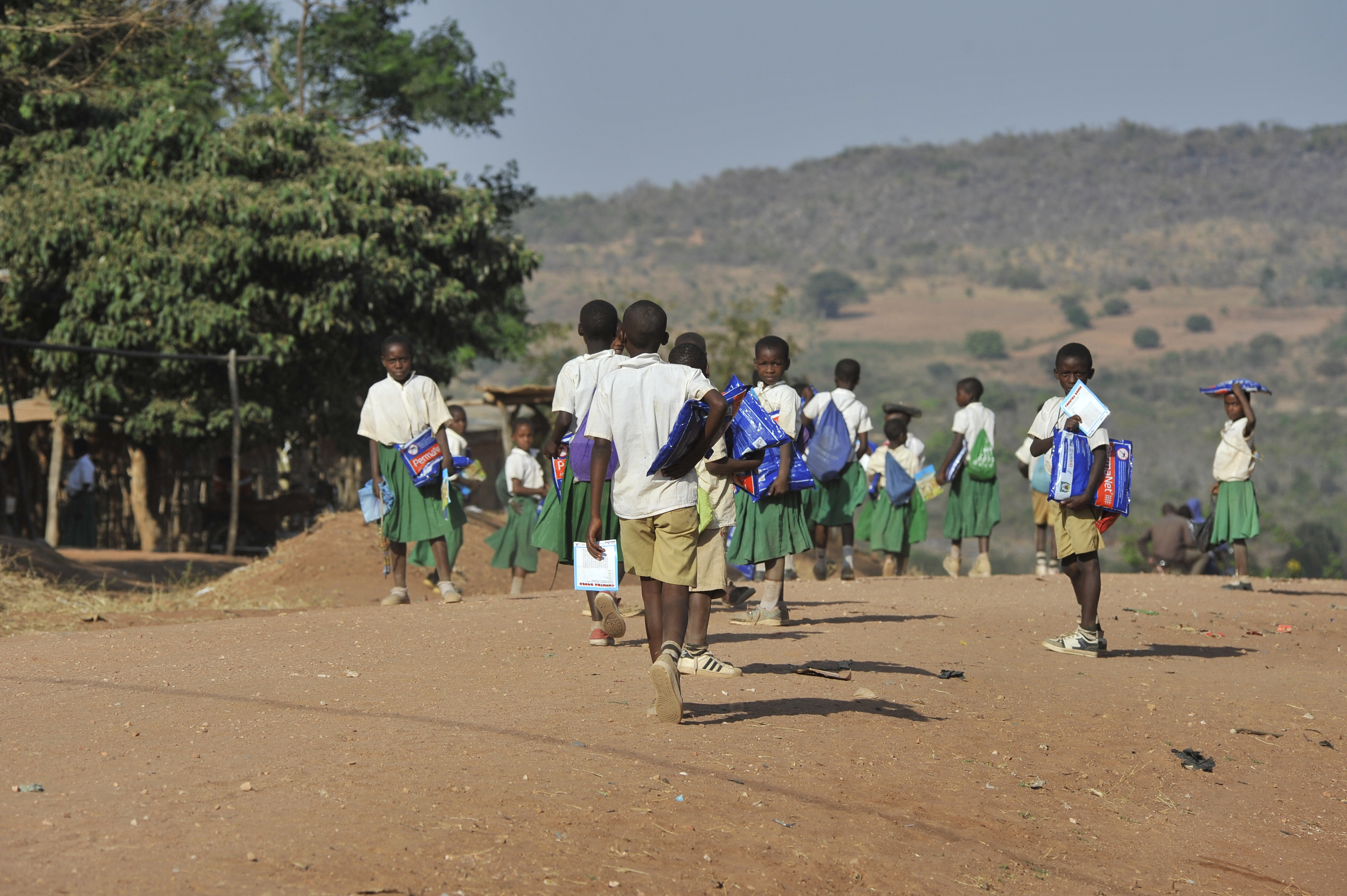
Schüler auf dem Heimweg.

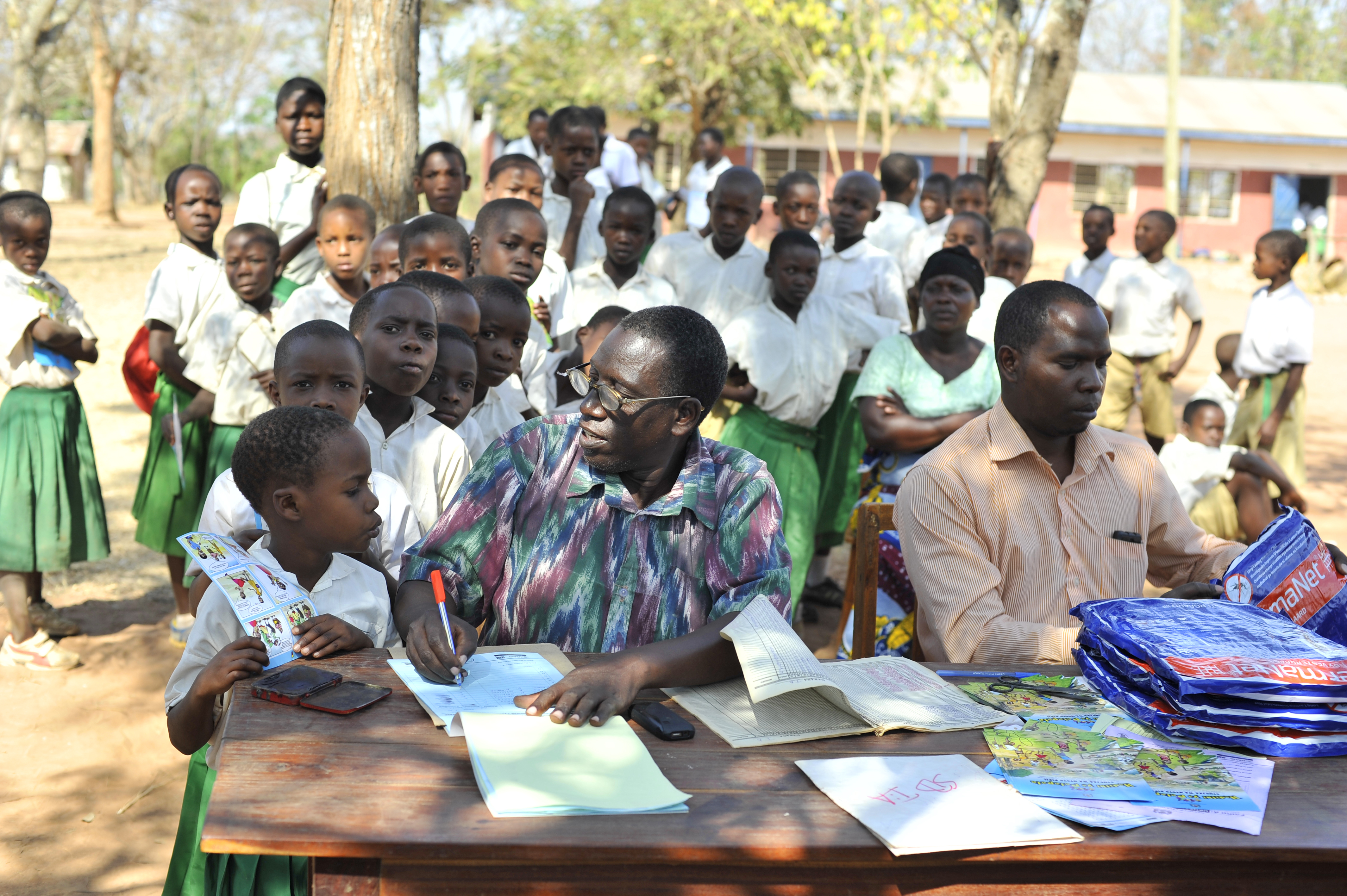
Verteilung von Moskito-Netzen an Schüler.

- Bugogwa
- Buswelu
- Buzuruga
- Ibungilo
- Ilemela
- Kahama
- Kawekamo
- Kayenze
- Kirumba
- Kiseke
- Kitangiri
- Mecco
- Nyakato
- Nyamanoro
- Nyamhongolo
- Nyasaka
- Pasiansi
- Sangabuye
- Shibula

| Die größten ethnischen Gruppen im Distrikt sind die Sukuma, Zinza, und die Kerewe. Die Bevölkerungszahl stieg von 264.873 im Jahr 2002 auf 343.001 im Jahr 2012. Das entspricht einem jährlichen Wachstum von 2,6 Prozent. In diesem Jahr sprachen rund sechzig Prozent der über Fünfjährigen Swahili und über ein Viertel Englisch und Swahili. Unter zwölf Prozent waren Analphabeten. Bei der Volkszählung 2022 lebten 509.687 Menschen in 127.507 Haushalten. Bevölkerungswachstum: \| Volkszählung \| Einwohner \| \| ------------ \| --------- \| \| 2002 \| 256.884 \| \| 2012 \| 343.001 \| \| 2022 \| 509.687 \| | Die zur Anzeige dieser Grafik verwendete Erweiterung wurde dauerhaft deaktiviert. Wir arbeiten aktuell daran, diese und weitere betroffene Grafiken auf ein neues Format umzustellen. (Mehr dazu) |
| Volkszählung | Einwohner |
| 2002 | 256.884 |
| 2012 | 343.001 |
| 2022 | 509.687 |

- Bildung: Im Distrikt befinden sich 106 Grundschulen und 48 weiterführende Schulen (Stand 2020).[9] Das Lehrer-Schüler-Verhältnis in den Grundschulen beträgt im städtischen Bereich 1:55, im ländlichen Bereich kommen auf einen Lehrer bis zu 150 Schüler.[10]
- Gesundheit: Für die medizinische Versorgung der Bevölkerung gibt es drei Gesundheitszentren und zwölf Apotheken.[9] Die häufigste Krankheit ist Malaria. Im Jahr 2015 waren über zehn Prozent der getesteten Personen mit HIV infiziert.[11]
- Wasser: Im Jahr 2012 wurden rund sechzig Prozent der Bevölkerung mit sicherem und sauberem Wasser versorgt.[12]

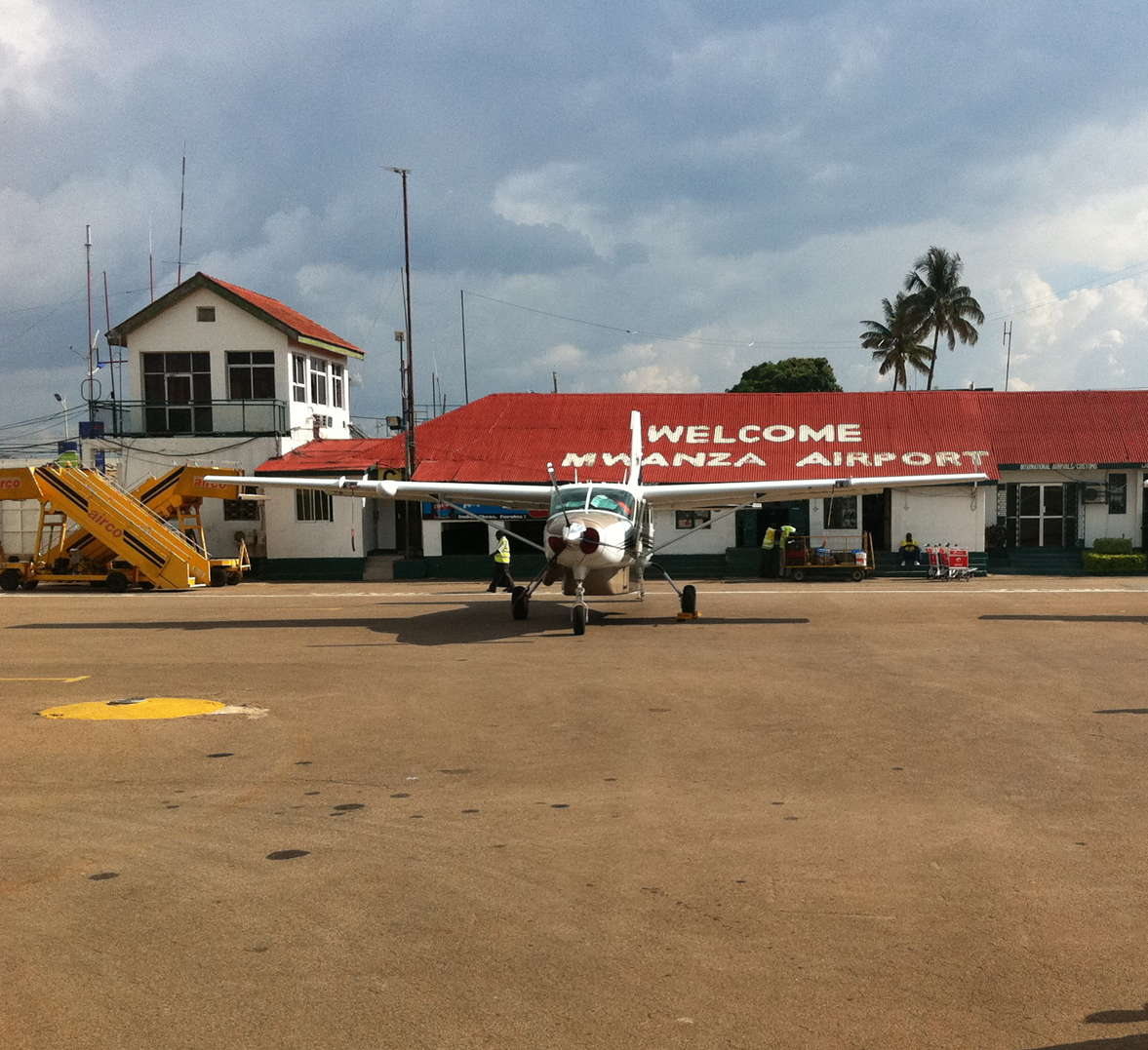
Der Flughafen Mwanza.

## Wirtschaft und Infrastruktur
Von den über Zehnjährigen ist fast die Hälfte beschäftigt, etwa fünf Prozent sind arbeitslos, sechzehn Prozent arbeiten im Haushalt und über dreißig Prozent besuchen eine Schule. Von der arbeitenden Bevölkerung sind dreißig Prozent Angestellte, zwanzig Prozent Bauern und fünf Prozent Fischer. Rund ein Viertel arbeitet als selbständige Händler, sieben Prozent sind in der Produktion und sechs Prozent im Bau tätig (Stand 2012).
- Landwirtschaft: Die Hauptanbauprodukte in Küstennähe sind Gemüse und Reis, im Hochland werden Mais, Maniok und Süßkartoffeln gepflanzt.[3] Sechzehn Prozent der Haushalte besitzen Nutztiere, überwiegend gehalten werden 
Hühner und Ziegen.[14]
- Fischerei: Die Anzahl der Fischer stieg von 4000 im Jahr 2012 auf 5000 im Jahr 2015. In diesem Jahr wurden über 50 Tonnen Fisch gefangen, hauptsächlich Nilbarsche und Welse.[15]
- Straßen: Von den rund 460 Kilometer Straßen sind zwanzig asphaltiert, achtzig befestigt und 360 unbefestigt (Stand 2016).[16]
- Flughafen: Im Distrikt liegt der Flughafen Mwanza.[17] Dieser Flughafen mit Verbindungen nach Daressalam, Kilimandscharo, Bukoba, Kahama, Dodoma und Nairobi hatte im Jahr 2019 rund 10.000 Flugbewegungen.[18][19]

## Politik
In Ilemela wird alle fünf Jahre ein Distriktrat (Municipal council) gewählt. Bei der Wahl im Jahr 2015 wurden 19 Ratsmitglieder gewählt und sieben für Sondersitze ernannt.